# Décoloniser l'esprit
Décoloniser l'esprit (titre original en anglais : Decolonising the Mind: the Politics of Language in African Literature), publié par Heinemann Educational en 1986, est un recueil d'essais sur la langue et son rôle dans la construction d'une culture nationale, sur l'histoire et sur l'identité, dû au romancier et théoricien post-colonial kényan Ngũgĩ wa Thiong'o. Le livre, qui prône la décolonisation linguistique, est l'une des publications non romanesques les plus connues et les plus citées de Ngũgĩ, permettant de le présenter comme une voix prééminente théorisant le « débat sur la langue » dans les études post-coloniales. 
Ngũgĩ décrit le livre comme « un résumé de certaines des questions dans lesquelles j'ai été passionnément impliqué pendant les vingt dernières années de ma pratique dans la fiction, le théâtre, la critique et l'enseignement de la littérature ». Décoloniser l'esprit est divisé en quatre essais : « La langue de la littérature africaine », « La langue du théâtre africain », « La langue de la fiction africaine » et « La quête de la pertinence ». Plusieurs des chapitres du livre ont d’abord été des conférences, ce qui a donné à Ngũgĩ « la chance de rassembler sous une forme connectée et cohérente les principales questions sur la question linguistique dans la littérature ». Le livre offre un point de vue anti-impérialiste et anticolonialiste sur le « débat continu […] à propos du destin de l'Afrique » et sur le rôle de la langue dans la perpétuation de l'impérialisme. Le livre présente également les conditions du néocolonialisme dans les nations africaines. Il est également « l'adieu à l'anglais » de Ngũgĩ. L'auteur se questionne également sur le « problème de langue » rencontré par les auteurs africains. Ngũgĩ se concentre sur les questions concernant le support linguistique des écrivains africains (doit-on écrire dans sa langue indigène ou bien dans une langue hégémonique comme le français ou l'anglais ?), le public cible de l'écrivain et le but de l'écrivain à travers ses écrits. 
Décoloniser l'esprit est un mélange d'autobiographie, de théorie post-coloniale, de pédagogie, d'histoire africaine et de critique littéraire. Ngũgĩ a dédié Décoloniser l'esprit « à tous ceux qui écrivent dans les langues africaines et à tous ceux qui, au fil des ans, ont maintenu la dignité de la littérature, de la culture, de la philosophie et des autres trésors véhiculés par les langues africaines ».

## Contexte

### Le débat linguistique dans les études post-coloniales
La langue est une question centrale dans les études post-coloniales. De nombreux  écrivains post-coloniaux détaillent la pratique coloniale visant à imposer la langue du colonisateur aux peuples colonisés, et l'interdiction d'utiliser la langue maternelle du peuple colonisé. Ils examinent cette pratique dans le cadre de l'oppression systématique de l'impérialisme dans les sociétés néo-coloniales et étudient son influence sur le bien-être psychologique, physique et culturel des peuples colonisés. Dans le contexte des études post-coloniales, la langue est une arme et une source de conflit néocolonial intense[source insuffisante]. 
Certains théoriciens post-coloniaux prônent, sinon un abandon complet de la langue du colonisateur, au moins une préférence consciente et prononcée pour les langues autochtones en tant que support littéraire ou savant. Ngũgĩ adopte pleinement ce point de vue. D'autres, cependant (Salman Rushdie, par exemple), considèrent la praticité de l'utilisation de langues hégémoniques comme l'anglais et le français comme trop immédiate pour permettre l'abandon de ces langues. Les écrivains et les militants adoptant ce point de vue considèrent l'utilisation des langues coloniales comme une alternative pratique aux langues indigènes car ils peuvent utiliser les langues coloniales pour améliorer les conditions des peuples colonisés. Par exemple, une langue coloniale peut être utilisée pour améliorer la communication internationale (par exemple, les personnes vivant à Djibouti, au Cameroun, au Maroc, en Haïti, au Cambodge et en France peuvent toutes se parler en français). Les partisans en faveur de l'utilisation de langues issues de la colonisation soulignent également le potentiel subversif de l'appropriation d'une langue coloniale par un peuple indigène. L'utilisation d'une langue coloniale par les écrivains issus d'anciennes colonies est perçue comme un moyen de lutter « contre un passé colonial en déformant une langue européenne « standard » et en la reformulant sous de nouvelles formes littéraires[source insuffisante]. »
Oliver Lovesey, un élève de Ngũgĩ wa Thiong'o, considère que la question « faut-il écrire dans les langues africaines ? » est une question sérieuse pour les écrivains africains. 
La contribution de Ngũgĩ au débat linguistique est très connue et étudiée et il a largement théorisé sur le sujet. Il prône le développement global des langues africaines et leur utilisation dans les littératures africaines. Par exemple, en 1992, il a fondé la revue en langue kikuyu, Mũtĩri, et continue de l'éditer. Il a  également renoncé à écrire en anglais. Tout d'abord, il s'est engagé à abandonner l'anglais dans ses écrits de fiction puis, dans une note sur Décoloniser l'esprit, il fait un dernier « adieu » à l'anglais dans tous ses écrits.

### Emprisonnement et exil de l'auteur
En décembre 1977, à la suite de la production de la pièce controversée Ngaahika Ndeenda (Je me marierais quand je le voudrais), qu'il coécrit avec Ngugi wa Mirii, et de la publication de son roman très politisé, Pétales de sang, également publiée en 1977, Ngũgĩ est emprisonné sans procès dans la prison de sécurité maximale de Kamĩtĩ par le régime autoritaire kényan. La pièce avait été jouée dans sa langue maternelle, le kikuyu, dans un théâtre en plein air à Limuru, avec des paysans et ouvriers du village en tant qu'acteurs. Pétales de sang et Ngaahika Ndeenda critiquent ouvertement la vie néocoloniale au Kenya, et ils valent à Ngũgĩ d'être considéré comme dissident politique par le régime kényan. Ngũgĩ se voit refuser un emploi à l'Université de Nairobi lors de sa libération et il est de nouveau emprisonné en 1981 et en 1982. Il publie plusieurs ouvrages pendant son emprisonnement : Caitaani Mũtharaba-inĩ (Diable sur la croix ), qu'il avait écrit sur du papier toilette en prison, Écrivains en politique en 1981 et Détenu, un compte rendu de ses expériences en prison, en 1982. 
À sa sortie de prison, Ngũgĩ continue d'écrire et de produire de la littérature et du théâtre militants. Il reste critique à l'égard de la situation au Kenya. Une autre pièce que Ngũgĩ avait aidé à écrire, Maitũ Njugĩna (Mère, chante pour moi ), est interdite par le gouvernement[Quand ?]. En raison de ses écrits sur les injustices du gouvernement dictatorial, Ngũgĩ et sa famille reçoivent des menaces de violences et de mort, et sont contraints de vivre en exil. Ngũgĩ vit son exil au Royaume-Uni de 1982 à 1989 et aux États-Unis de 1989 à 2002. Pendant son exil, le régime kényan continue de le harceler et tente de le faire expulser d'Angleterre. Le régime continue également à réprimer sa littérature au Kenya ; de 1986 à 1996, Matigari ne peut pas être vendu au Kenya, et le régime retire tout le travail de Ngũgĩ de tous les lieux d'enseignement. Ce n'est qu'après l'élection de Daniel arap Moi, vingt deux ans plus tard, que sa famille et lui peuvent retourner au Kenya en toute sécurité. 
Ngũgĩ connaît une répression aiguë, mais il est cependant très productif au cours de la première période de son exil. Entre 1982 et 1984, il élargit ses types d'écrits et publie trois livres pour enfants en kikuyu. Il publie Barrel of a Pen: Resistance to Oppression in Neo-Colonial Kenya, un recueil d'essais sur l'atmosphère politique hostile du Kenya, en 1983. Décoloniser l'esprit et Matigari sont tous les deux publiés en 1986. 
Dans leur livre sur Ngũgĩ et ses œuvres, David Cook et Michael Okenimkpe écrivent que les œuvres de Ngũgĩ à partir de 1979 révèlent sa détermination renouvelée et sa résilience mentale, et démontrent que son emprisonnement « a renforcé sa volonté de continuer la bataille pour la justice sociale ». Les travaux de critique sociale et littéraire que Ngũgĩ a publiés alors qu'il est en exil en 1982 — Barrel of a Pen (1983), Décoloniser l'esprit (1986) et Moving the Center: The Struggle of Cultural Freedom (1993) — sont souvent étudiés conjointement car ils ont en commun des thèmes comme l'impérialisme, la culture, les langues africaines, la littérature africaine, le théâtre africain, l'éducation et la religion, et qu'ils expriment chacun l'engagement socialiste et révolutionnaire de l'auteur. « Individuellement, ces volumes ajoutent de nouvelles dimensions à son écriture », écrivent Cook et Okenimkpe, « et ensemble ils documentent une transition dans ses luttes pour inciter ses compatriotes à agir de manière pratique et utile contre l'exploitation et contre les inégalités. »

## Thèmes, idées et structures

### Langue et culture
Au cœur de Décoloniser l'esprit se trouve la « théorie du langage » de Ngũgĩ, dans laquelle l'auteur explique que « le langage existe en tant que culture » et que « le langage existe en tant que communication » : 
« La langue en tant que moyen de communication et la langue en tant que culture sont alors des produits l'un de l'autre. La communication crée la culture : la culture est un moyen de communication. La langue porte la culture, et la culture porte, en particulier à travers la littérature, l'ensemble des valeurs par lesquelles nous arrivons à nous percevoir et à percevoir notre place dans le monde. »
L'auteur soutient que la communication entre les êtres humains dynamise l'évolution d'une culture, mais que le langage emporte également avec lui les histoires, les valeurs et l'esthétique d'une culture. Décoloniser l'esprit amène également l'idée que la culture est presque indiscernable et indissociable de la langue qui rend possible sa genèse, sa croissance, son articulation, et même sa transmission d'une génération à l'autre. 
En outre, dans Décoloniser l'esprit, Ngũgĩ considère le langage, plutôt que l'histoire ou la culture, comme la condition primordiale de la conscience humaine : « Le choix du langage et l'utilisation du langage sont au cœur de la définition qu'ont les gens d'eux-mêmes par rapport à l'univers entier. La langue a donc toujours été au cœur des deux forces sociales rivales de l'Afrique du XXe siècle  ».

### Impérialisme
L'impérialisme est l'un des thèmes les plus fréquents des écrits d'exil, en particulier dans Décoloniser l'esprit. Il donne à l'impérialisme de nombreuses définitions qui impliquent généralement le capitalisme. David Cook paraphrase la compréhension de l'impérialisme de Ngũgĩ comme il l'articule dans son travail : « L'impérialisme perturbe le tissu entier de la vie de ses victimes : en particulier leur culture, leur faisant avoir honte de leurs noms, de leur histoire, de leurs croyances, de leurs langues, de leurs traditions, de leurs danses, de leurs chants, de leurs sculptures et même de la couleur de leur peau. Il déjoue toutes les formes et tous les moyens de survie de ses victimes et, en outre, il emploie le racisme ».

### L'impérialisme et la « bombe culturelle »
Ngũgĩ considère l'anglais en Afrique comme une « bombe culturelle » qui poursuit un processus d'effacement des histoires et des identités pré-coloniales. Il fait valoir que cela laisse les nations colonisées comme « des terrains vagues de non-accomplissement » et laisse les peuples colonisés avec le désir de « se distancier de cette friche ».  
Dans Décoloniser l'esprit, Ngũgĩ considère l'aliénation coloniale comme une aliénation de soi, de son identité et de son héritage. Pour l'auteur, cette aliénation coloniale est la plus grande menace que porte l'impérialisme contre les nations africaines. 
Ngũgĩ aborde également cette question à un niveau nettement personnel ; lorsqu'il choisit d'abandonner l'anglais, il choisit de mettre en pratique sa propre théorie. Comme le souligne un biographe, « Écrire en gikuyu est donc la façon, pour Ngugi, non seulement de revenir aux traditions gikuyu, mais aussi de reconnaître et de communiquer leur présent ». 
Cependant, en grande partie grâce à sa foi dans la classe ouvrière et en la paysannerie, Ngũgĩ garde espoir. Il insiste sur le fait que, même si les langues indigènes africaines ont été attaquées par l'impérialisme, elles ont survécu en grande partie parce qu'elles sont maintenues en vie par les travailleurs et par la paysannerie, et il maintient que le changement ne se produira que lorsque le prolétariat sera habilité[Quoi ?] par sa propre langue et par sa propre culture.

### Auteurs africains
Pour Ngũgĩ, parce qu'il théorise la langue comme fondement et vecteur de la culture, le rôle de l'écrivain dans une nation néocoloniale est intrinsèquement politique. Selon lui, écrire de la fiction en anglais, c'est « favoriser une mentalité néocoloniale ». D'un autre côté, l'écriture dans les langues africaines est un coup porté à l'oppression systématique de l'impérialisme.

### Influence fanonienne et marxiste

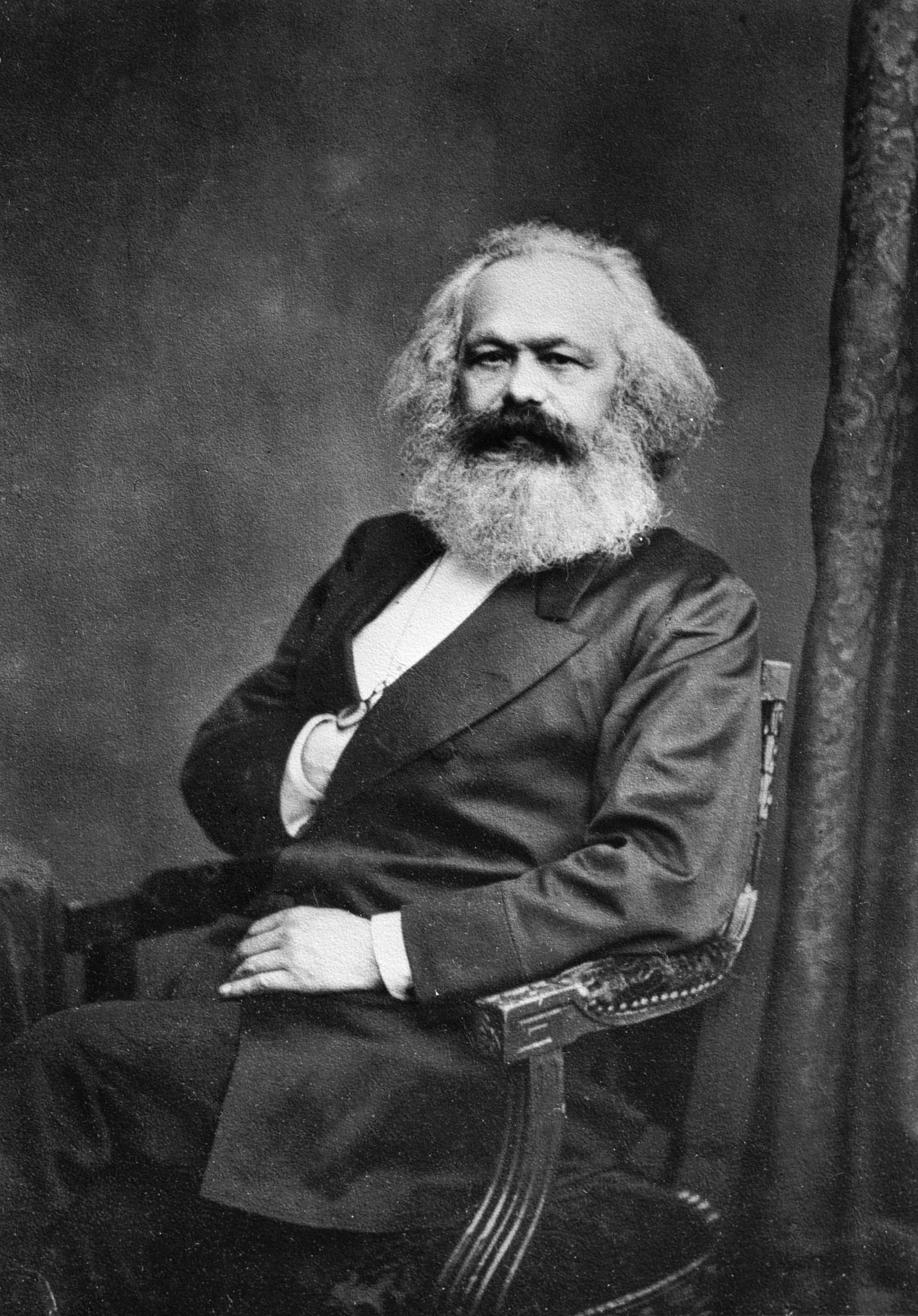
Karl Marx, l'une des principales sources d'inspirations de l'auteur dans la rédaction de ce livre.

Ngũgĩ est considéré comme l'un des interprètes les plus importants de Frantz Fanon, une figure influente dans le domaine des études post-coloniales. Fanon a accordé une attention particulière aux conséquences violentes du colonialisme sur le psychisme des colonisés, il écrit que l'individu colonisé est « rabougri » par un « sentiment de dégradation et d'infériorité profondément implanté ». Ngũgĩ s'appuie sur la psychanalyse post-coloniale de Fanon en proposant l'art comme moyen de guérir le traumatisme du colonialisme. Dans Décoloniser l'esprit, Ngũgĩ discute, fidèle à la forme de Fanon, des impacts négatifs de la colonisation sur la conscience nationale, résultant du racisme, de l'intolérance légalisée et de la dépossession. 
Lovesey note que, bien que « le plaidoyer continu de Ngũgĩ pour les langues africaines et leur utilisation pour aider au processus de décolonisation ait ses racines dans la pensée de Fanon », ses intérêts ont finalement dépassé Fanon. Ngũgĩ reste sincèrement attaché aux œuvres de Karl Marx et de Friedrich Engels, et il est important de noter que de nombreux mouvements de libération en Afrique ont des racines marxistes. Comme Ngũgĩ l'a dit un jour dans une interview : « La littérature politique de Karl Marx et Friedrich Engels était importante et a rapidement éclipsé Fanon. Ou plutôt, Marx et Engels ont commencé à révéler les graves faiblesses et limites de Fanon, en particulier son propre idéalisme petit-bourgeois qui l'a conduit à une insistance mécanique excessive sur la psychologie et la violence, et son incapacité à voir l'importance de la croissance et de la décroissance du prolétariat africain. » S'inspirant de l'idéologie marxiste, Ngũgĩ considère que la base d'une renaissance de la culture africaine passera par les classes ouvrières et paysannes qui ont grandement participé, simplement par la conservation de leurs coutumes et par l'utilisations de leurs langues, au maintien de la culture de leur pays durant la colonisation. 
Dans Décoloniser l'esprit, alors qu'il est en accord avec l'idée de Fanon qu'un rejet des formes linguistiques et culturelles des colonisateurs est une condition préalable à la réalisation de la « vraie » liberté, Lovesey souligne que « Ngũgĩ ajouterait toujours que les circonstances matérielles doivent également changer », conformément à la tradition marxiste consistant à prêter une attention particulière à l'histoire matérielle.

### Éléments autobiographiques
L'impulsion autobiographique de Décoloniser l'esprit permet à Ngũgĩ d'entrelacer politique personnelle et nationale. La perspective anecdotique de Décoloniser l'esprit donne une certaine accessibilité aux lecteurs sur des questions politiques ou théoriques qui font défaut dans une grande partie des discussions académiques typiques et plus désengagées de l'impérialisme linguistique et du post-colonialisme .  
De plus, comme Gikandi le remarque, Ngũgĩ place sa propre enfance et sa jeunesse dans une trajectoire « qui passe de l'harmonie linguistique avec sa communauté africaine à une relation disjonctive sous l'emprise de la langue coloniale » afin de soutenir sa théorie de la langue, dont une partie soutient que la langue maternelle favorise une vision du monde partagée par tous les membres de la communauté linguistique. Dans le livre, l'anecdote fonctionne comme un pont entre le lecteur et le contenu, et cela fait partie de ce qui l'a rendu si populaire.  

## Accueil et critique
Dans un court essai intitulé Ngũgĩ wa Thiong'o : à la louange d'un ami, Gayatri Spivak, une pionnière des études post-coloniales, se souvient que Ngũgĩ était, à ses yeux, un « héros » au moment de l'apparition de Décoloniser l'esprit.  
Bien que Décoloniser l'esprit soit en grande partie une réitération de nombreux travaux antérieurs de Ngũgĩ sur le sujet, plusieurs critiques déclarent que le livre concentre finalement son travail sur le langage et l'impérialisme, car une grande partie de celui-ci avait auparavant existé de manière fragmentaire sous la forme de conférences, d'entretiens, et des articles épars. 
En ce qui concerne une réception plus critique, de nombreux critiques soutiennent, surtout Simon Gikandi, que la théorie du langage de Ngũgĩ telle que montrée dans Décoloniser l'esprit « fétichise le langage comme un dépôt anhistorique d'une harmonie innée, romantique et culturelle »,. Gikandi affirme que, malgré les tentatives de Ngũgĩ de construire une théorie de la langue qui définisse à la fois les communautés et structure les expériences, il se retrouve finalement avec une harmonisation forcée. Toujours selon Gikandi, Ngũgĩ propose une théorie du langage qui se heurte à « toutes les preuves historiques » afin de pouvoir « concilier trois perspectives contradictoires sur le langage: le matérialiste, le romantique et le phénoménologique ». Gikandi admet cependant que la valeur « réelle » du discours de Ngũgĩ sur la langue « réside dans sa re-conceptualisation de l'identité nationale et des institutions de production littéraire et culturelle en tant que vecteurs de cette identité ».

## Influence

### Sur sa propre paternité et le débat sur la langue
Gayatri Spivak, une pionnière de l'école des études subalternes, note l'opportunité du livre de Ngũgi dans les débats parmi les universitaires post-coloniaux sur la mondialisation culturelle et linguistique, ainsi que sur la « question linguistique » concernant les auteurs qui écrivent dans des langues dites « subalternes ».     
Dans les années 1980, Ngũgĩ fait de brèves présentations en kikuyu et publie un essai critique important dans sa langue maternelle dans le Yale Journal of Criticism. Cependant, il ne tient pas sa promesse de ne plus jamais écrire en anglais. Il revient, sans explication, « à son rôle familier de critique des langues impériales européennes en écrivant en anglais ». Gikandi note qu'au moment où Ngũgĩ accepte une bourse de l'université de New York, au milieu des années 1990, « il était clair que les efforts de Ngũgĩ visant à utiliser le kikuyu comme langue pour ses écrits et pour son discours critique avaient été vaincus par la réalité de l'exil et de la vie professionnelle américaine ». Gikandi note que le problème compliqué du retour inexpliqué de Ngũgĩ à l'anglais suppose de contextualiser et de clarifier cette décision au regard de sa politique en matière linguistique. 

#### Décoloniser l'espritcomme pédagogie
Décoloniser l'esprit fournit un cadre pédagogique empathique, comme le notent certains critiques,.